# Liste der denkmalgeschützten Objekte in Sankt Nikolai im Sausal
Die Liste der denkmalgeschützten Objekte in Sankt Nikolai im Sausal enthält die 15 denkmalgeschützten, unbeweglichen Objekte der Gemeinde Sankt Nikolai im Sausal im steirischen Bezirk Leibnitz.

## Denkmäler
| Foto |                 | Denkmal                                                                                | Standort                                                          | Beschreibung | Metadaten |
| ---- | --------------- | -------------------------------------------------------------------------------------- | ----------------------------------------------------------------- | --- | --- |
| ja   | Datei hochladen | Schloss Flamhof HERIS-ID: 40578 Objekt-ID: 40540                                       | Flamberg 1 Standort KG: Flamberg                                  | An dieser Stelle befand sich bereits im 13. Jahrhundert ein Jagdhof, im 15. Jahrhundert wurden heute nicht mehr vorhandene Wehranlage angefügt, das heutige Schloss entstand 17. Jahrhundert und wurde vor 1750 aufgestockt. Es hat einen zweiachsigen nur leicht hervorspringenden Mittelrisalit (möglicherweise ein ehemaliger Turm), der mit einem Glockenaufsatz bekrönt ist. Im Inneren sind noch einige Rokoko-Stuckdecken erhalten. Vor dem Schloss stehen steinerne Riesenfiguren. | BDA-Hist.: Q37995311 Status: Bescheid Stand der BDA-Liste: 2025-06-30 Name: Schloss Flamhof GstNr.: .117                                                                                          |
| BW   | Datei hochladen | Urgeschichtliche Höhensiedlung am Spiegelkogel HERIS-ID: 68567 Objekt-ID: 81581        | Spiegelkogel Standort KG: Flamberg                                | Die Siedlung wird teilweise in die Jungsteinzeit und Kupferzeit, teilweise in die Urnenfelderzeit datiert, einzelne Funde gibt es zudem aus der La-Tène-Zeit. Anmerkung: Die urgeschichtliche Höhensiedlung am Spiegelkogel erstreckt sich über die Katastralgemeinden Flamberg und Grötsch. | BDA-Hist.: Q38120036 Status: Bescheid Stand der BDA-Liste: 2025-06-30 Name: Urgeschichtliche Höhensiedlung am Spiegelkogel GstNr.: 62/1, 56, 59, 58/2, 58/1, 60, 62/2, 68                         |
| BW   | Datei hochladen | Urgeschichtliche Höhensiedlung am Spiegelkogel HERIS-ID: 68568 Objekt-ID: 81582        | Spiegelkogel Standort KG: Grötsch                                 | siehe KG Flamberg Anmerkung: Die urgeschichtliche Höhensiedlung am Spiegelkogel erstreckt sich über die Katastralgemeinden Flamberg und Grötsch. | BDA-Hist.: Q38120045 Status: Bescheid Stand der BDA-Liste: 2025-06-30 Name: Urgeschichtliche Höhensiedlung am Spiegelkogel GstNr.: 165/1                                                          |
| ja   | Datei hochladen | Figurenbildstock sog. Wassermadonna HERIS-ID: 26710 Objekt-ID: 23202                   | bei Grötsch 1 Standort KG: Grötsch                                | Die Figur ist mit 1653 bezeichnet. | BDA-Hist.: Q37903654 Status: Bescheid Stand der BDA-Liste: 2025-06-30 Name: Figurenbildstock sog. Wassermadonna GstNr.: 792                                                                       |
| ja   | Datei hochladen | Ortskapelle HERIS-ID: 69727 Objekt-ID: 82815                                           | bei Grötsch 10 Standort KG: Grötsch                               | | BDA-Hist.: Q38123012 Status: § 2a Stand der BDA-Liste: 2025-06-30 Name: Ortskapelle GstNr.: .83                                                                                                   |
| ja   | Datei hochladen | Ortskapelle HERIS-ID: 69713 Objekt-ID: 82801                                           | Lamperstätten Standort KG: Lamperstätten                          | | BDA-Hist.: Q38122994 Status: § 2a Stand der BDA-Liste: 2025-06-30 Name: Ortskapelle GstNr.: .58                                                                                                   |
| ja   | Datei hochladen | Urgeschichtliche und römerzeitliche Siedlung Koglbauer HERIS-ID: 11897 Objekt-ID: 8018 | Koglbauer Standort KG: Lamperstätten                              | Es befand sich hier eine Siedlung der Kupferzeit (Lasinja-Kultur) und eine römische Villa rustica, es gibt aber auch bronzezeitliche und la-tène-zeitliche Funde | BDA-Hist.: Q38115996 Status: Bescheid Stand der BDA-Liste: 2025-06-30 Name: Urgeschichtliche und römerzeitliche Siedlung Koglbauer GstNr.: 663, 664, 653/1, 653/2, 655, 662, 661/1, 811, 810, 812 |
| ja   | Datei hochladen | Ortskapelle HERIS-ID: 69734 Objekt-ID: 82822                                           | bei Oberjahring 26 Standort KG: Oberjahring                       | | BDA-Hist.: Q38123044 Status: § 2a Stand der BDA-Liste: 2025-06-30 Name: Ortskapelle GstNr.: 802                                                                                                   |
| ja   | Datei hochladen | Pfarrhof HERIS-ID: 69670 Objekt-ID: 82758                                              | Sankt Nikolai im Sausal 15 Standort KG: St. Nikolai im Sausal     | Der Pfarrhof ist ein stattlicher zweigeschoßiger Barockbau mit Walmdach. | BDA-Hist.: Q38122919 Status: § 2a Stand der BDA-Liste: 2025-06-30 Name: Pfarrhof GstNr.: .26/1 |
| ja   | Datei hochladen | Josefskapelle HERIS-ID: 45257 Objekt-ID: 46464                                         | bei Sankt Nikolai im Sausal 32 Standort KG: St. Nikolai im Sausal | Anmerkung: siehe Fehlerliste | BDA-Hist.: Q38014731 Status: Bescheid Stand der BDA-Liste: 2025-06-30 Name: Josefskapelle GstNr.: 213                                                                                             |
| ja   | Datei hochladen | Kath. Pfarrkirche hl. Nikolaus und Friedhof HERIS-ID: 51870 Objekt-ID: 57679           | Standort KG: St. Nikolai im Sausal                                | Die Pfarrkirche erfuhr von 1705 bis 1710 durch Bartholomäus Ebner eine durchgreifende Umgestaltung. Der in die Westfassade eingebaute Turm mit Spitzhelm wurde laut Inschrift 1871 neu erbaut. An das breite fünfjochige Langhaus schließt der einjochige Chor an. Die Inneneinrichtung stammt vorwiegend aus der 2. Hälfte des 19. Jahrhunderts. | BDA-Hist.: Q38047996 Status: § 2a Stand der BDA-Liste: 2025-06-30 Name: Kath. Pfarrkirche hl. Nikolaus und Friedhof GstNr.: .25, 522 Kath. Pfarrkirche hl. Nikolaus (Sankt Nikolai im Sausal)     |
| ja   | Datei hochladen | Ortskapelle Maria Schutz HERIS-ID: 69733 Objekt-ID: 82821                              | bei Unterjahring 15 Standort KG: Unterjahring                     | | BDA-Hist.: Q38123033 Status: § 2a Stand der BDA-Liste: 2025-06-30 Name: Ortskapelle Maria Schutz GstNr.: .20 Ortskapelle Maria Schutz                                                             |
| ja   | Datei hochladen | Nischen- /Kapellenbildstock hl. Johannes Nepomuk HERIS-ID: 69738 Objekt-ID: 82826      | gegenüber Lamperstätten am See 15 Standort KG: Waldschach         | | BDA-Hist.: Q38123053 Status: § 2a Stand der BDA-Liste: 2025-06-30 Name: Nischen- /Kapellenbildstock hl. Johannes Nepomuk GstNr.: 849/1                                                            |
| ja   | Datei hochladen | Schloss Waldschach HERIS-ID: 37522 Objekt-ID: 36701                                    | Waldschach 1 Standort KG: Waldschach                              | Das Schloss Waldschach ist ein gleichmäßiger quadratischer Bau. Sein Innenhof weist an allen vier Seiten zweigeschoßige Arkaden auf. | BDA-Hist.: Q37976027 Status: Bescheid Stand der BDA-Liste: 2025-06-30 Name: Schloss Waldschach GstNr.: .2, .3/1                                                                                   |
| ja   | Datei hochladen | Ortskapelle HERIS-ID: 69732 Objekt-ID: 82820                                           | bei Waldschach 44c Standort KG: Waldschach                        | | BDA-Hist.: Q38123022 Status: § 2a Stand der BDA-Liste: 2025-06-30 Name: Ortskapelle GstNr.: .69/3                                                                                                 |